# 冉牟
冉牟（ねんむ、朝鮮語: 염모、生没年不詳）は、高句麗の夫余人武将。冉牟一族は、出身地の北夫余の支配を担当して高句麗王に代々仕えた高句麗の有力な氏族。

## 人物
1935年に集安の地で冉牟の先祖の牟頭婁の『牟頭婁墓誌』が発見された。それによると、牟頭婁一族の族祖は、北夫余人で、鄒牟王に従って南下してきたのであり、以後、代々高句麗王に仕え、美川王・故国原王代に慕容氏の北夫余侵攻に際し、冉牟という者が現れ一族にとって中興の祖ともいうべき活躍があり、そのころ一族に委任された北夫余方面の支配は、代々、冉牟の子孫が継承した。
『牟頭婁墓誌』は、葬られた牟頭婁本人以上に、実質的な族祖としての冉牟の事跡について全体の三分の一強を割き、高句麗王権への貢献を強調しており、冉牟の活躍が、4世紀ごろの高句麗内外の重要課題を成功裏に解決し、処理したからこそ、こうした扱いを受けたのであって、冉牟一族は、この時代、すなわち4世紀ごろから台頭してきたのであろうと推定される。
冉牟は、『三国史記』美川王即位紀に美川王と試練をともにした人物として登場する。4世紀初頭に活躍したと推定される冉牟の事跡は、3世紀末における慕容氏の度重なる攻撃にあって高句麗に流入してきた夫余が、高句麗王権にとっていかに大きな役割を果たしたかを象徴的に語っている。
『牟頭婁墓誌』に冉牟が慕容氏との交戦で活躍したことを記しているように、彼らこそは、この当時の高句麗発展の中心的な担い手であり、高句麗王権を支えた中核的存在であった。